# Kallaxfjärden
De Kallaxfjärden is een Zweedse baai in het noorden van de Botnische Golf. De fjord wordt gevormd door enerzijds het Zweedse vasteland en anderzijds een relatief groot eiland Kallaxön. Aan de fjord ligt haar naamgever Kallax.